# Lista de episódios de Confissões de Adolescente
Lista de episódios da série Confissões de Adolescente, da TV Cultura, exibida inicialmente nos Brasil a partir do dia 22 de agosto de 1994. Criada por Maria Mariana, a partir da obra literária da escritora, e adaptada por Daniel Filho, Euclydes Marinho, Domingos de Oliveira e Patrícia Perrone, a série mostra a vida de quatro adolescentes residentes do bairro Ipanema, no Rio de Janeiro. As quatro, com idades diferentes, vivem os dramas e comédias da vida real, como aborto, doenças sexualmente transmissíveis, drogas, relacionamento com os pais, menstruação, namoro, problemas de saúde, conflitos profissionais e outros assuntos do universo adolescente.

## Episódios

### 1ª temporada (1994–1995)
| # | Título                             | Lançamento             | Roteiro                                 | Cód. Produção |
| --- | ---------------------------------- | ---------------------- | --------------------------------------- | ------------- |
| 1 | "O Primeiro Beijo"                 | 22 de agosto de 1994   | Patrícia Perrone                        | 101           |
| Natália se apaixona à primeira vista por um garoto, Marcelinho, em uma festa. A garota então descobre seu telefone e passa semanas conversando diariamente com Marcelinho sem se identificar com medo de conhecer o garoto por nunca ter beijado, apesar de ter 16 anos. Ao mesmo tempo Carol, com apenas 13 anos, dá seu primeiro beijo em um jogo entre amigos. Enquanto isso Bárbara e Diana entram em crise, a primeira tentando dispensar seu namorado, e a segunda por estar sem namorado. Participações especiais: - Luiz Fernando Petzhold como Marcelinho - Duda Vila Verde como Felipe - Rafael Salgado como Peter |                                    |                        |                                         |               |
| 2 | "O Maior"                          | 29 de agosto de 1994   | Maria Mariana                           | 103           |
| Carol está encantada pelo cantor de heavy metal Ed Gil. Para conquista-la, Danton a leva para o show do cantor, mas acaba abandonado pela garota que o deixa para correr atrás do carro de Ed Gil. Enquanto isso Natália fica irritada ao ser rejeitada por sua melhor amiga Ingrid, que idolatra sua irmã Diana. Ao mesmo tempo Barbara se prepara para fazer o teste para um comercial de margarina, mas acaba descobrindo que sua rival é uma modelo considerada a mulher ideal. Carol passa a enviar cartas para um concurso onde o prêmio é conhecer Ed Gil, pedindo ajuda para Natália escrever uma carta por ela. A irmã acaba por ganhar o concurso com apenas uma carta, dando o prêmio para Carol que, ao conhecer Ed Gil, desencanta-se pelo cantor ao encontra-lo bebado e com estupidez. Participações especiais: - Bruno Schubnel como Ed Gil - Clarice Niskier como Alice - Geórgia Wortmann como Ela mesma - Maria Padilha como Dra. Regina de Assis - Raphael Martins J. Junior como Helmut |                                    |                        |                                         |               |
| 3 | "O Que Eu Vou Ser Quando Crescer?" | 5 de setembro de 1994  | Patrícia Perrone                        | 114           |
| Natália, Carol e Diana estão produzindo um documentário para a faculdade de Diana sobre a diferença da expectativa que as pessoas tem antes de escolher a profissão e, depois de formadas, a realidade da profissão. Ao mesmo tempo Bárbara é pressionada pelo pai a escolher uma profissão para tentar o vestibular, porém a garota não tem pretensões em ir para a faculdade e tenta impor isso ao pai Participações especiais: - Mario Borges como Ercio Maciel - Aderbal Freire Filho como Professor Erculano - Ariel Coelho como André Franco - Karina Barum como Fabíola Palmeira - Ricardo Scarlatelli como Surfista 1 - Rodrigo Scarlatelli como Surfista 2 |                                    |                        |                                         |               |
| 4 | "A Melhor Amiga"                   | 12 de setembro de 1994 | Maria Helena Nascimento                 | 102           |
| Diana recebe a visita de sua melhor amiga, Isabela, que havia se mudado um ano antes do Rio de Janeiro para São Paulo por ter passado na faculdade. A garota conhece João, namorado de Diana, e os dois sentem uma atração imediata. Diana recebe um trabalho de última hora para a faculdade ao domingo e deixa Isabela e seu namorado sozinhos, resultando em uma traição de seu namorado com sua melhor amiga. Ao mesmo tempo Carol dispensa sua melhor amiga, Juba, e passa a andar com o grupo de Mariana. A garota acaba por não ser convidada para a festa de Mariana, que dispensa Carol por ser nova demais. Enquanto isso Diana vive o drama de superar a traição de um relacionamento e, principalmente, de sua melhor amiga, contando com o apoio de Cleonice, empregada de sua avó que vem para a casa das meninas ajudar Diana. Participações especiais: - Ana Kutner como Isabela - Fábio Villa Verde como João - Pedro Cardoso como Dr. Rogério Rumker - Cláudia Jimenez como Cleonice - Danton Mello como Guilherme |                                    |                        |                                         |               |
| 5 | "Um Realce Pro Papai"              | 19 de setembro de 1994 | Maria Helena Nascimento                 | 105           |
| Paulo recebe um covite de casament da ex-namorada, a única mulher em sua vida após a morte das meninas. Diana, Barbara e Carol procuram Alberto, amigo de Paulo, para pedir um conselho sobre como seria a mulher ideal e decidem então promover uma festa para fazer seu pai conhecer algumas mulheres, sem que ele saiba a verdadeira intenção. Ao mesmo tempo Natália se mostra contra a tentativa das irmãs de encontrar uma nova mulher para seu pai. As meninas encontram Ligia, a mulher ideal, e armam um plano para manchar sua blusa e obrigar a moça a voltar no dia seguinte. Paulo descobre o plano das meninas e as repreende, porém continua saindo com Ligia. Diana, Barbara, Natalia e Carol viajam para a praia no final de semana, porém voltam antes do planejado e pegam Ligia sem roupa andando pela casa e viram-se contra a nova namorada do pai. Participações especiais: - Ana Kfouri como Ligia - Jonas Bloch como Alberto - Duda Vila Verde como Felipe |                                    |                        |                                         |               |
| 6 | "Liberdade Tem Limite"             | 26 de setembro de 1994 | Lulu Silva Teles                        | 107           |
| Diana, Barbara e Natália fazem uma surpresa para Paulo no dia-das-mães e presenteiam ele, como substituição da parte materna. Carol, que todo ano fica entristecida ao lembrar da morte de sua mãe, acaba se revolvando e conhece um garoto pixador de rua, Kill. A garota se encanta pelo modo de vida marginal e começa a se vestir e praticar coisas ilegais com Kill, além de ser pega fumando e colando na prova de seu colégio. Ao mesmo tempo Diana tenta aconselhar a irmã a sair da vida desordenada com que vem levando ao saber que Carol mentiu para a diretora do colégio que suas irmãs eram viciadas em drogas e sexo. Carol vai para uma festa escondida com Kill e é dispensada pelo garoto ao encontrar uma menina mais velha, acabando por passar mal com a bebida. Paulo encontra a filha vomitando e, enquanto cuida de seu primeiro porre, convence Carol a voltar ao velho modo de vida. Participações especiais: - Caio Junqueira como Kill (Zé Roberto) - Jacqueline Laurence como Mamame Renée - Luís Armando Queiroz como Osório Neto - Cristina Pereira como Dona Marluce - Betina Vianny como Ofelia                            |                                    |                        |                                         |               |
| 7 | "Barbara Vai a Luta"               | 3 de outubro de 1994   | Maria Helena Nascimento                 | 109           |
| Barbara pede ao pai para passar as férias na Europa, porém acaba tendo o pedido recusado pelo pai com o pretexto que a filha teria que dar valor ao dinheiro. Barbara então decide arrumar um emprego e juntar o dinheiro necessario para fazer a viagem, passando a trabalhar em uma loja, onde acaba despedida depois de várias confusões com clientes como dizer à uma que está gorda e prender o ziper no cabelo de outra. Após a demissão Barbara arruma um emprego em um restaurante, onde acaba por se demitir por não aguentar o gosto diferente dos clientes. Influenciada por Diana, Barbara vai desanimada até uma radio onde Diana fará uma entrevista e acaba se apaixonando pela profissão, passando a trabalhar na rádio mesmo sem receber remuneração. Participações especiais: - Drica Moraes como Patrícia - Maitê Proença como Perua - Bianca Byington como Cliente da Loja 1 - Alice Borges como Cliente da Loja 2 - Desireé Vignolli como Cliente da Loja 3 - Sheila Aragão como Cliente do Restaurante 1 - Mario Roberto como Cliente do Restaurante 2 - Rodrigo Vieira como DJ Big Boy                                                |                                    |                        |                                         |               |
| 8 | "A Bela e a Fera"                  | 10 de outubro de 1994  | João Brandão                            | 104           |
| Diana, Barbara, Natália e Carol estão revoltadas com as desilusões causadas pelos homens. Neste momento Paulo avisa às filhas que receberá o filho de seu amigo Vicente, Rafael, na casa da família durante um mês, deixando as garotas completamente irritadas. Quando Rafael chega, com o apelido de Lacraia, se mostra estupido e sujo, passando dias sem tomar banho. Diana, Carol e Natália armam várias maneiras de sabotar o garoto e passagem dele pela casa delas, porém Diana acaba tentando achar um meio de descobrir seus pontos bons. Quando Carol torce o pé na rua, Rafael socorre a garota, leva-a para o hospital e cuida para que ela tenha todo conforto em casa, mostrando para as irmãs o lado sensivel do garoto. Participações especiais: - Luiz André Alvim como Rafael (Lacraia) - Raphael Martins J. Junior como Helmut - Lucélia Santos como Raquel - Jonas Torres como Arturzinho |                                    |                        |                                         |               |
| 9 | "Chegou o Verão"                   | 17 de outubro de 1994  | Maria Helena Nascimento                 | 108           |
| Diana e Barbara entram em desespero com a chegada do verão para emagrecer. Ao mesmo tempo a chegada de Fernanda, uma nova vizinha do prédio, muda o comportamento dos os meninos do grupo, que passam a ignorar as duas irmãs e as outras meninas da roda de amigos, fazendo com que Diana e Barbara entrem em desespero. Ao mesmo tempo Natália tenta convencer as irmãs que as pessoas são bonitas do jeito que são e que elas devem parar com a compulsão. Diana e Barbara não dão atenção à irmã e entram em dieta, academia e formulas mirabolantes para emgrecer e melhorer o visual para chamar a atenção dos meninos do grupo até que descobrem que Fernanda está apaixonada por Felipe, justamente o único menino dos amigos que não lhe deu atenção. As irmãs então ajudam Fernanda a sair com Felipe e fazer com que o garoto se interesse por ela. Enquanto isso Carol desregulariza a balança da casa para deixar as duas irmãs irritadas e faze-las desistir da dieta. Participações especiais: - Mônica Carvalho como Fernanda - Duda Vila Verde como Felipe - Manitou Felipe como Kiko - Daniel Lobo como Marcos - João Brandão como Antônio |                                    |                        |                                         |               |
| 10 | "Essa Tal de Virgindade"           | 24 de outubro de 1994  | Maria Mariana e Patrícia Perrone        | 106           |
| Natália vai a praia pedalar e se encontrar com Ingird. Ao avisar a amiga, a garota vê também Dico, garoto por quem se encanta a primeira vista e, distraida, acaba caindo da bicicleta se machucando. Dico ajuda Natália e a carrega no colo pela praia, dando de cara com Carol e suas amigas Juba, Lia e Mariana que tornam o momento em chacota, deixando a irmã irritada. Os dois acabam se apaixonando a cada dia que se vêem e chegam a quase transar. Diana e Barbara levam Natalia no ginecologista para que ela entenda mais sobre sexo, ao mesmo tempo em que as irmãs relembram como foram sua primeira vez. Participações especiais: - Bruno Padilha como Dico - Galli como Zeca - Rubens de Falco como Dr. Rogério |                                    |                        |                                         |               |
| 11 | "Ainda Não!"                       | 31 de outubro de 1994  | Maria Mariana                           | 115           |
| Barbara descobre que sua amiga Renata está gravida. Enquanto isso Diana descobre que a camisinha que usou com Kiko estourou e, ao fazer o teste, descobre que está grávida. A garota conta ao pai e ele perde o controle, dizendo graves insultos à filha. Barbara, Natália e Carol apoiam a irmã e viram-se contra o pai e Paulo acaba se desculpando com Diana e apoiando-a. Ao mesmo tempo Ingrid conta suas experiências à Natalia e Carol. Participações especiais: - Manitou Felipe como Kiko - Juliana Martins como Renata Leonardo - Andréa Dantas como Lenita Leonardo - Ricardo Brastjnan como Gabriel - Ilva Niño como Dona Sebastiana - Rubens de Falco como Dr. Rogério |                                    |                        |                                         |               |
| 12 | "A Tragédia"                       | 7 de novembro de 1994  | Lula Torres                             | 119           |
| Natália perde sua agenda que usa como diário no ônibus em que havia descido. No transporte havia apenas um garoto com jeito estranho, uma freira, um surfista e um homem cego junto com sua interprete. Natália então decide investigar e, com a ajuda de Barbara, Diana e Carol, procurar um por um até descobrir quem ficou com sua agenda perdida, antes que seus segredos sejam lidos. Participações especiais: - Luiz Fernando Petzhold como Marcelinho - Jonas Torres como Arturzinho - Raphael Martins como Surfista - Ataíde Arcoverde como Homem Cego - Julio Carvana como Carlinhos Zefiro - Joel Silva como Osório - Rubenilson Martins como Padre Pariolli |                                    |                        |                                         |               |
| 13 | "Despertar da Primavera"           | 14 de novembro de 1994 | Maria Helena Nascimento                 | 110           |
| Carol, Juba, Lia, Mariana e Danton formam um grupo para sabotar as aulas do colégio e aprontar pegadinhas para os professores. Porém um novo garoto entra na turma, André, expulso de vários colégios por mal comportamento, ameaçando o reinado de Carol. André conquista a simpatia de Juba, Lia, Mariana e Danton, no entanto dispertando a raiva de Carol quando o garoto aparece em sua casa para devolver a agenda que a garota havia perdido, suspeitando que André teria roubado-a para ler. Ao mesmo tempo que Carol passa a odiar André, a garota começa a se apaixonar por ele ao mesmom tempo que André se apaixona por ela. O grupo então planeja e roupa o gabarito da prova de final de ano. Participações especiais: - Vitor Hugo como André - Jacqueline Laurence como Mamame Renée - Cristina Pereira como Dona Marluce - Débora Bloch como Dra. Raquel Goldenstein |                                    |                        |                                         |               |
| 14 | "Maria Vai com as Outras"          | 21 de novembro de 1994 | Maria Helena Nascimento e Tereza Falcão | 111           |
| Barbara recebe a visitia de sua amiga Joana, com quem era muito unida antes da garota se mudar com a família para a França. Porém ao encontrar a amiga, Barbara se depara com uma nova Joana, vestida com roupas heavy metal e maquiagem borrada nos olhos. Barbara começa a se influenciar pela atitude nova da amiga e começa a mudar o visual e o comportamento, chegando até a colocar um piercing no nariz. Joana propõe a garota ir morar com ela na França, enquanto Diana tenta convencer a irmã à deixar de lado a crise de identidade. Ivone, mãe de Joana, chega ao Brasil e Barbara percebe que a vida de Joana é mais regrada e limitada que a sua. Participações especiais: - Ana Borges como Joana - Lourdes Mayer como Vovó Cecilia - Ângela Leal como Ivone Duprat |                                    |                        |                                         |               |
| 15 | "A Lei de Paulo"                   | 28 de novembro de 1994 | Maria Mariana                           | 116           |
| Ao chegar as contas da casa, Paulo se irrita com o tamanho dos gastos e corta o dinheiro de Diana, Barbara, Natália e Carol, dando apenas uma mesada mensal. Além disso o pai impõe às filhas regras, chamada por ele de "Lei de Paulo", onde seria descontado da mesada das garotas cada luz acesa ou gasto desnecessario, para força-las a diminuir as contas. Para conseguir dinheiro as irmãs decidem trabalhar. Bárbara começa mixar musicas, Natália se torna babá e Diana escreve para um jornal, porém as três irmãs acabam falhando. Carol é a unica que consegue se sair bem consertando aparelhos domésticos, no entanto para isso acaba matando as aulas do colégio. Participações especiais: - Drica Moraes como Patrícia - Catarina Abdala como Cliente da Loja - Carolina Pereira como Filha da Cliente - Ricardo Scarlatelli como Surfista 1 - Rodrigo Scarlatelli como Surfista 2 - Rodrigo Vieira como DJ Big Boy |                                    |                        |                                         |               |
| 16 | "Que Droga!"                       | 5 de dezembro de 1994  | ASA                                     | 112           |
| Diana começa se envolver com Joel, um rapaz que usa drogas, e começa a usar também, se rebelando contra a família e com a vida. Ao mesmo tempo Barbara começa a sair com Tomás, um garoto conservador que mostra-se contra bebida, drogas e sexo, se incomodando com a castidade do rapaz. Enquanto isso Carol tenta fazer com que Natália deixe de ser tímida, levando a irmã para uma festa e a embebedando até que Natália tenha coragem de conversar com o garoto que está afim. Ao ficar bebada a garota cria coragem para conversar com Zeca, mas acaba vomitando em cima do garoto. Opostamente Diana e Barbara aprendem lições sobre os limites dos extremos da vida. Participações especiais: - Roberto Bataglin como Joel - Cadu Fávero como Tomás - Suzana Pires como Suelem - Silvio Rondinelli como Dr. Aurélio Hungria |                                    |                        |                                         |               |
| 17 | "A Eleição"                        | 12 de dezembro de 1994 | Maria Cláudia Oliveira                  | 113           |
| Carol resolve se envolver na política estudantil e se eleger para o grêmio do colégio com a chapa formada com Juba e Danton. Enquanto isso Natália ensaia para a primeira apresentação pública de balet no dia da eleição, porém o nervosismo da garota faz com que ela perca o apetite e tenha várias dores de barriga diárias. Danton descobre que Cléber, líder da Chapa rival à sua está comprando votos e conta à Carol, que desmascara o garoto perante toda escola. Diana tenta ajudar as irmãs a conquistarem o objetivo, enquanto Barbara mostra-se entediada aos sonhos de Carol e Natália. Participações especiais: - Theo de Abreu como Cléber - Jiddu Pinheiro como Mauricinho de Barros - Luiz Armando Queiroz como Osório Neto |                                    |                        |                                         |               |
| 18 | "O Guru"                           | 19 de dezembro de 1994 | Maria Cláudia Oliveira                  | 120           |
| Natália conhece um grupo espirita na beira da praia e, encantada por um deles, acaba aceitando ir para uma reunião com um famoso Guru indiado que estava no país. Arturzinho acaba indo junto Natália e os dois voltam convertidos às forças da natureza, porém ao acenderem incensos purificadores pela sala de aula, são suspensos do colégio quando Dona Terezinha pensa que os jovens estão fazendo macumba. Participações especiais: - André di Biasi como Mauro - Flávio Bruno como Vah Tohmar - Gabriel Teixeira como Pieri |                                    |                        |                                         |               |
| 19 | "Mamãe Noel"                       | 26 de dezembro de 1994 | Maria Mariana                           | 121           |
| Helena, mãe de Diana e Barbara que havia abandonada as duas com Paulo quando criança, retorna à casa das garotas. Ao mesmo tempo que Carol e Natália adoram Helena e Diana perdôa a mãe, Barbara nutre o ódio que sempre teve por sua mãe ter largado-a recem nascida. A garota então sai de casa para dormir na casa de uma amiga, porém é trazida de volta por Natália para o Natal em familia, onde Barbara se embebeda e começa a debochar da mãe. Helena decide ir embora novamente e as quatro irmãs vão atrás para tomar satisfações sobre o porque da mãe ter abandonado as garotas no passado e estaria abandonando novamente em pleno Natal. Participações especiais: - Marieta Severo como Helena |                                    |                        |                                         |               |
| 20 | "Uma Mulher Moderna"               | 2 de janeiro de 1995   | Maria Mariana                           | 117           |
| Carol treina como preparação para jogar no time de futebol pelo compeonato interescolar e acaba tendo sua primeira menstruação. Diana, Barbara e Natália aconselham a irmã sobre o que fazer na nova fase de sua vida e seu pai lhe da seu primeiro sutiã. Juba convida Carol para sua festa de aniversário, exatamente no mesmo dia do campeonato de futebol e Diana diz à irmã que ela terá que escolher entre ser menina e ser mulher. Carol decide ir à festa e é levada pelas irmãs para um salão de cabeleireiro e depiladora para transformar em uma nova pessoa. Participações especiais: - Leandro Figueiredo como Julio Guaraná - Débora Bloch como Dra. Raquel Goldenstein - Thelma Reston como Depiladora |                                    |                        |                                         |               |
| 21 | "Histórias de Amor"                | 9 de janeiro de 1995   | Mariana Mesquita                        | 118           |
| Diana conhece um rapaz que se interessa pelo seu artigo na faculdade e os dois acabam se encantando e acabam quase se beijando, se não fossem interrompidos pela namorada do rapaz, coecidentemente Carla, amiga de Diana. A garota então acaba se afastando do rapaz para não prejudicar a amizade com Carla. Enquanto isso Barbara tenta convencer o pai à deixa-la viajar com seu novo namorado para Petrópolis, porém acaba terminando com ele quando se vê como empregada do rapaz. Carla descobre sobre o encantamento de Diana e Marcelo e chama a garota para uma conversa definitiva. Participações especiais: - Patrícia Perrone como Carla - Murilo Rosa como Marcelo Kinderé - Ivan Setta como José Carlos - Raphael Miranda como Renatinho - Carlos Gregório como Honório Nazareth |                                    |                        |                                         |               |
| 22 | "Por Um Triz"                      | 16 de janeiro de 1995  | Euclydes Marinho e Lulu Silva Teles     | 122           |
| Diana se mostra irritada e sem paciência com as pessoas, decorrente da tensão de seu namoro. A impaciencia da garota resulta em uma briga com Barbara e seu pai, que faz Diana sair de casa para ir dormir na casa de Marcelo, com quem acaba brigando também. Diana então sai para caminhar na praia e acaba sendo atropelada, ficando entre a vida e a morte. Barbara, Natália, Carol e seu pai se consomem com a culpa das brigas acontecidas durante o ano enquanto esperam a operação que pode salvar sua vida. Participações especiais: - Lilia Cabral como Gilda - Murilo Rosa como Marcelo Kinderé - Denise Dumont como Dra. Sônia |                                    |                        |                                         |               |

### 2ª Temporada (1996)
| #  | Título                   | Lançamento           | Roteiro |
| -- | ------------------------ | -------------------- | ------- |
| 1  | "Ética Cibernética"      | 8 de junho de 1996   | ASA     |
| 2  | "Pais Demais"            | 16 de junho de 1996  | ASA     |
| 3  | "Independência ou Morte" | 22 de junho de 1996  | ASA     |
| 4  | "Vida Selvagem"          | 29 de junho de 1996  | ASA     |
| 5  | "No Meu, ou no Seu?"     | 6 de julho de 1996   | ASA     |
| 6  | "O Atentado"             | 13 de julho de 1996  | ASA     |
| 7  | "Romance FM"             | 20 de julho de 1996  | ASA     |
| 8  | "Febre de Amor"          | 27 de julho de 1996  | ASA     |
| 9  | "Pai do Século XX"       | 3 de agosto de 1996  | ASA     |
| 10 | "Socorro"                | 10 de agosto de 1996 | ASA     |
| 11 | "O Assédio"              | 17 de agosto de 1996 | ASA     |
| 12 | "Torcida Organizada"     | 24 de agosto de 1996 | ASA     |
| 13 | "Paris Lá Vou Eu!"       | 31 de agosto de 1996 | ASA     |

### 3ª temporada (1996)
Episódios passados na França, dublados, apenas com Diana e Natália no elenco.
| #  | Título                                                          | Lançamento             | Roteiro |     |
| -- | --------------------------------------------------------------- | ---------------------- | ------- | --- |
| 1  | "O Duelo"                                                       | 7 de setembro de 1996  | ASA     | ASA |
| 2  | "Amores Descontrolados"                                         | 14 de setembro de 1996 | ASA     | ASA |
| 3  | "Pagando Mico"                                                  | 21 de setembro de 1996 | ASA     | ASA |
| 4  | "Um Amor, uma Cabana e Nada Mais"                               | 28 de setembro de 1996 | ASA     | ASA |
| 5  | "A Iniciação"                                                   | 5 de outubro de 1996   | ASA     | ASA |
| 6  | "O Regime"                                                      | 12 de outubro de 1996  | ASA     | ASA |
| 7  | "Virgem Nunca Mais!" também conhecido como "Vida Sexual"        | 19 de outubro de 1996  | ASA     | ASA |
| 8  | "Somos Todos Iguais?"                                           | 26 de outubro de 1996  | ASA     | ASA |
| 9  | "O que Passou, Passou" também conhecido como "O Amigo do Papai" | 2 de novembro de 1996  | ASA     | ASA |
| 10 | "Fugindo de Casa"                                               | 9 de novembro de 1996  | ASA     | ASA |
| 11 | "Festa de Aniversário"                                          | 16 de novembro de 1996 | ASA     | ASA |
| 12 | "Certo ou Errado"                                               | 23 de novembro de 1996 | ASA     | ASA |
| 13 | "Questão de Idade"                                              | 30 de novembro de 1996 | ASA     | ASA |